# Museum der Tekkeköy-Höhlen

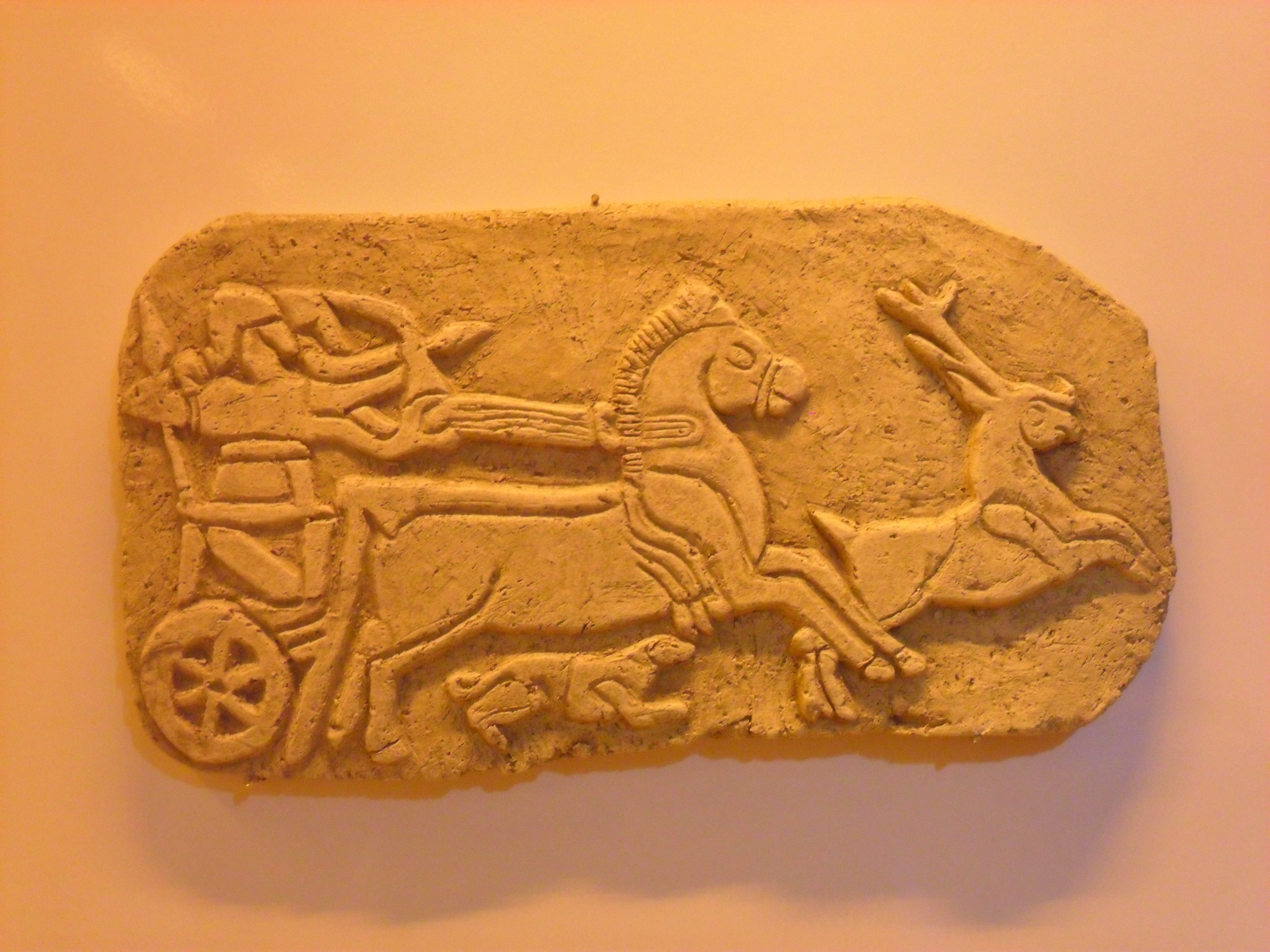
Darstellung eines phrygischen Kriegswagens

Das Museum der Tekkeköy-Höhlen (türk.: Tekkeköy Mağaraları Arkeoloji Vadisi Müze Evi) ist ein 2014 eröffnetes Museum in Tekkeköy bei Samsun, das allerdings ausschließlich Kopien der jeweiligen Artefakte aus den Tekkeköy-Höhlen zeigt. Im Tal fanden sich Spuren der ältesten Besiedlung im Schwarzmeergebiet, diese Bedeutung sollte damit vor Ort dargeboten werden. Die Originalstücke befinden sich in einer Reihe anderer Museen. 
Das Museum befindet sich in ehemals griechischen Häusern, die zu diesem Zweck restauriert wurden. Es beherbergt Nachbildungen von Geräten, Skulpturen und sonstigen Artefakten von der Altsteinzeit bis zur Epoche der Hethiter und der Phryger. Es ist das einzige Museum dieser Art in der Türkei.